# Vălčedrăm
Vălčedrăm (bulharsky Вълчедръм) je město ležící v severozápadním Bulharsku, v Dolnodunajské nížině. Je správním střediskem stejnojmenné obštiny a má přibližně 3 100 obyvatel.

## Historie
V okolí města se nalézají četné archeologické památky z dob Thráků a Římanů. Později zde vládli Byzantinci, Bulhaři a Osmanská říše. V roce 1780 zde byla založena škola. V roce 1850 se obyvatelé vidinské oblasti vzbouřili a požadovali autonomii jako mělo Srbsko. Povstání se rozšířilo mezi řekami Timok a Cibrica, ale bylo záhy potlačeno. Sídlo bylo vždy důležitým centrem pravoslavné církve, což se odrazilo ve 20. století vybudováním impozantního kostela svaté Paraskevy, který má za vzor chrám svatého Alexandra Něvského v Sofii. Po ustavení komunistického režimu zde během kolektivizace zřídil starosta Ivan Kostov koncentrační tábor, kterému se říkalo Buchenwald a kam nechal zavřít desítky rolníků. Z obavy před zkompromitováním ho nejvyšší vedení v roce 1949 uzavřelo a vězně včetně iniciativního starosty nechalo internovat v jiných vězeních.

## Obyvatelstvo
Ve městě žije 3 293 obyvatel a je zde trvale hlášeno 3 351 obyvatel. Podle sčítání 1. února 2011 bylo národnostní složení následující:
- Bulhaři: 3 312 (91.5 %)
- Romové: 291 (8.0 %)
- Turci: 7 (0.2 %)
- ostatní: 10 (0.3 %)